# Шинеггер, Эрик
Эрик Шинеггер (нем. Erik Schinegger; род. 9 июля 1948 года) — австрийский горнолыжник, интерсекс. В 1966 году выиграл золото чемпионата мира в скоростном спуске среди женщин как Эрика Шинеггер (нем. Erika Schinegger).

## Биография
Шинеггер родился в Агсдорфе (Каринтия) и воспитывался как девочка.
В возрасте 18 лет Шинеггер выиграл золотую медаль на чемпионате мира 1966 года в Портильо, но был вынужден отдать её спустя 22 года из-за дисквалификации, после того как стало известно, что он интерсекс.
В 1967 году, во время подготовки к зимним Олимпийским играм 1968 года в Гренобле, Международный олимпийский комитет определил, с помощью теста на верификацию пола, что у Шинеггера XY-хромосомы и внутренние мужские половые органы, из-за чего Шинеггер был дисквалифицирован. В результате Шинеггер решил сделать переход и жить как мужчина. После перехода он сменил женский вариант имени Эрика на мужской: Эрик.
В 1988 году совместно с Марко Шенцем (нем. Marco Schenz) Шинеггер опубликовал автобиографическую книгу под названием «Моя победа над собой: мужчина, который стал чемпионом мира среди женщин» (нем. «Mein Sieg über mich. Der Mann, der Weltmeisterin wurde»).
В 1988 году на телевизионном шоу, транслируемом австрийской сетью ORF, Шинеггер отдал свою золотую медаль 1966 года француженке Мариэль Гуашель, занявшей второе место.
В 2005 году вышел документальный фильм Курта Майера под названием «Эрик(А)», с музыкой Ольги Нойвирт, рассказывающий об Эрике Шинеггере.
В 2018 году вышел австрийский художественный фильм режиссёра Reinhold Bilgeri «Erik & Erika».
В настоящее время живёт в Агсдорфе, где руководит детской горнолыжной школой.